# Anapistula troglobia
Anapistula troglobia är en spindelart som beskrevs av Harvey 1998. Anapistula troglobia ingår i släktet Anapistula och familjen Symphytognathidae.
Artens utbredningsområde är Western Australia. Inga underarter finns listade i Catalogue of Life.